# 頭足類

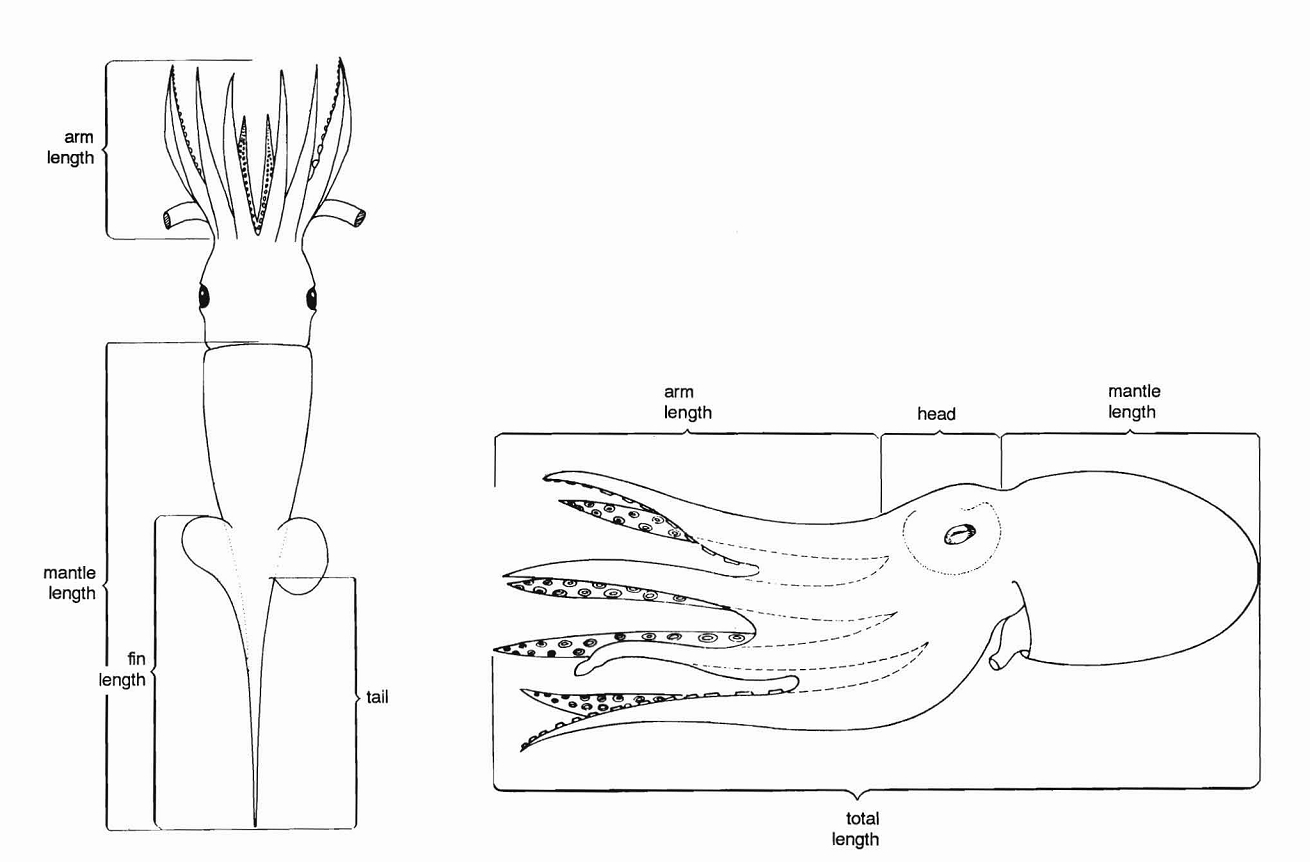
頭足類のサイズでの計測場所。

頭足類（とうそくるい、Cephalopoda）は、軟体動物門 頭足綱に属する動物の総称。イカ、タコ、オウムガイ、コウモリダコや絶滅したアンモナイト等が含まれる。体は胴・頭・足に分かれていて、足も多数に分かれている。触角はないが、軟体動物の中でも特に目や神経系、筋肉が発達していて、運動能力にすぐれる。

## 概要
現生種は800種程度である。絶滅した種は1万種以上報告されているが、体が柔らかいことから化石化しにくく、発見されていない種は多いと考えられている。
超深海帯を含むほとんどの海に生息するものの、淡水には生息していない。汽水に生息するLolliguncula brevisのようなイカは稀である。
赤道付近で活動する種が多く、北緯60度以上で活動が確認されているのは5種程度である。

## 形態
軟体動物に特有の殻を持たないものが多いが、これは二次的に退化したものと思われる。現生ではオウムガイ類が発達した巻貝状の殻を持つ。イカ類は殻の巻きはなくなって甲となったものを体内に持っている。タコ類は全く殻を失っているが、カイダコなど、二次的に殻を作るようになったものがある。
体は外套膜につつまれた胴部と頭部に分かれ、頭部にある口の周辺には腕が並んでいる。これが古来より足と呼ばれ、頭足類の名前の由来となっている。脳神経節が腕を支配していることから頭部の一部が変化したとの説もあったが、現在は巻き貝で言う足が変化し腕になったと考えられている。発生中に神経支配が組み変わり脳神経節配下となる。また巻き貝に例えれば腹足の中央に口があることになるが、発生中に足の組織が頭部をおおい表面の突起が伸びて腕になるという体制の変化が起きている。

### 頭足類の目
頭部にはよく発達した眼が1対ある。タコとイカの眼は、脊椎動物の眼と同様の構造を持つ、いわゆるカメラ眼である。ただし、それぞれ全く異なった進化過程をもつ器官であり収斂進化の一例である。構造上の特筆すべき違いは頭足類の眼球は視神経が網膜の外側を通っている点である。視神経が視認の妨げにならないため、視力にすぐれ、盲点も存在しない。

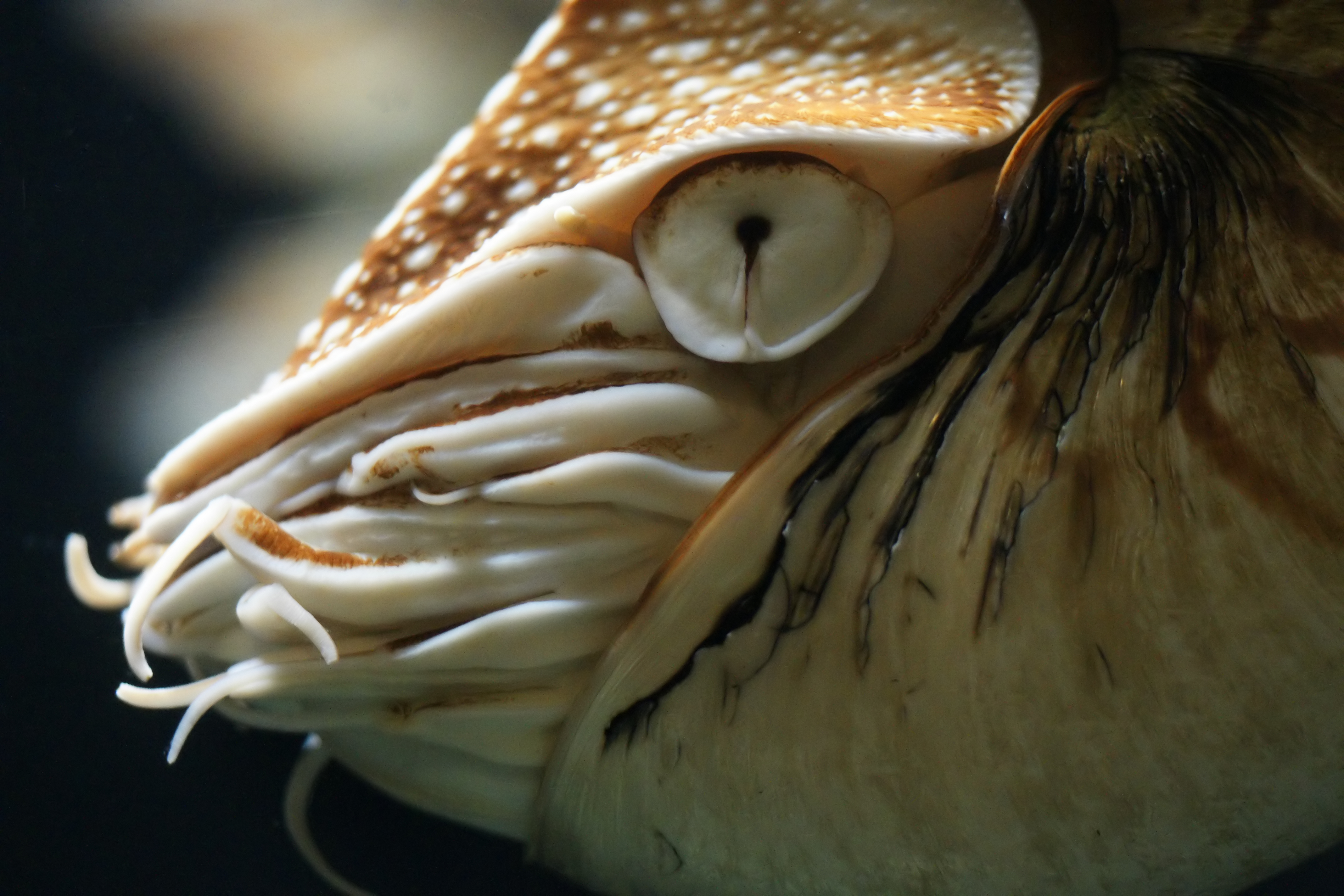
オウムガイのピンホール型の目
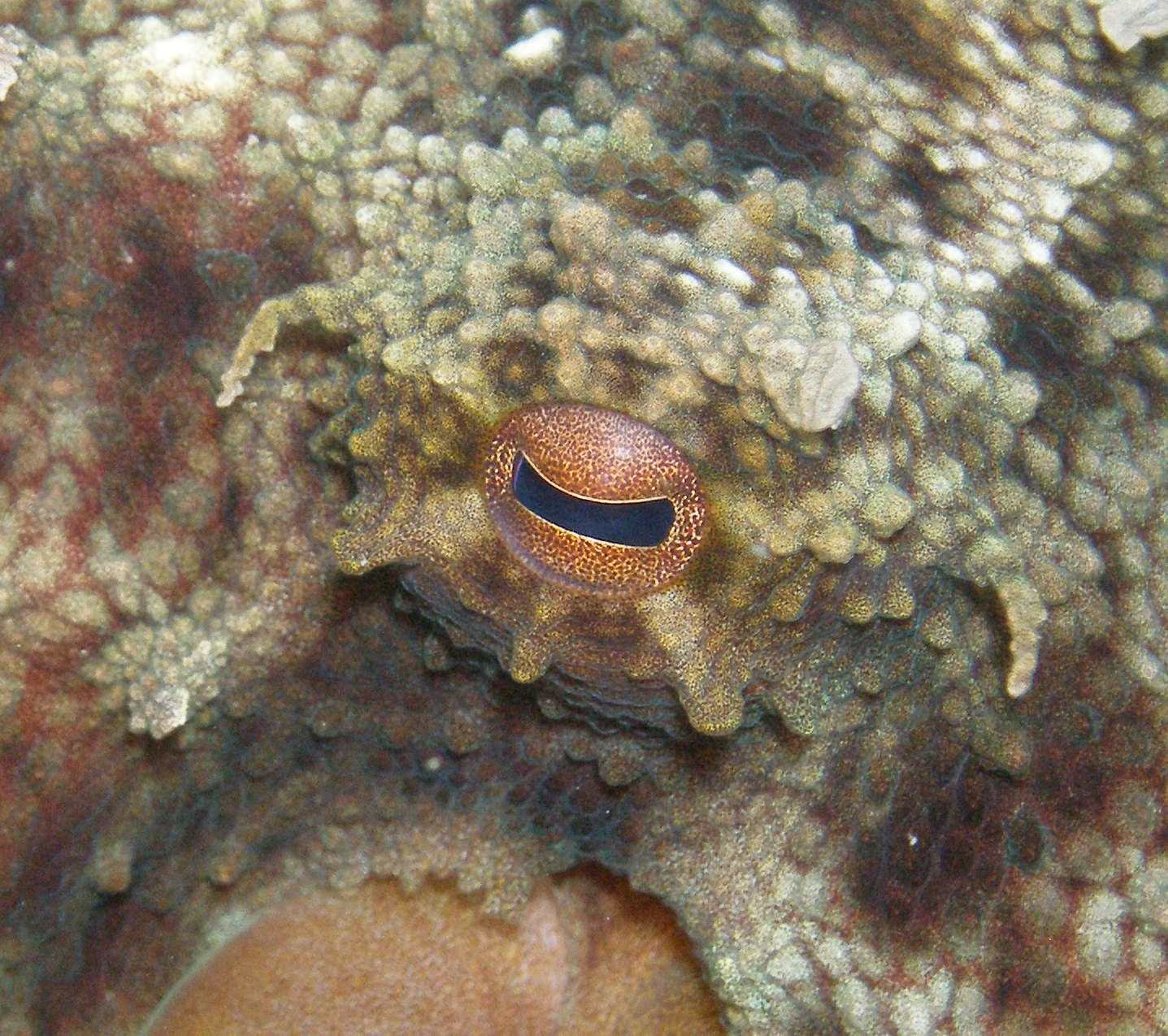
タコの目
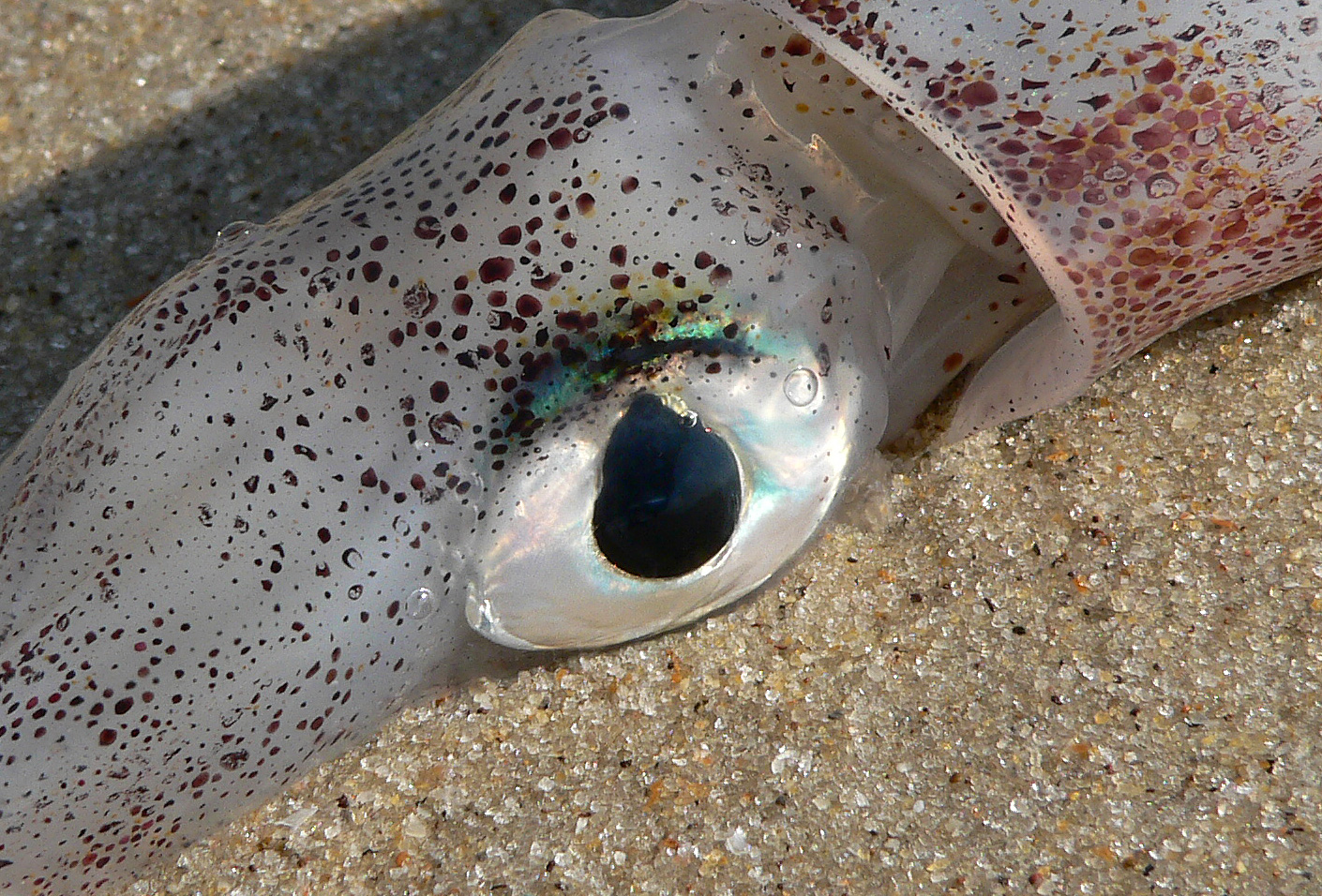
イカの目
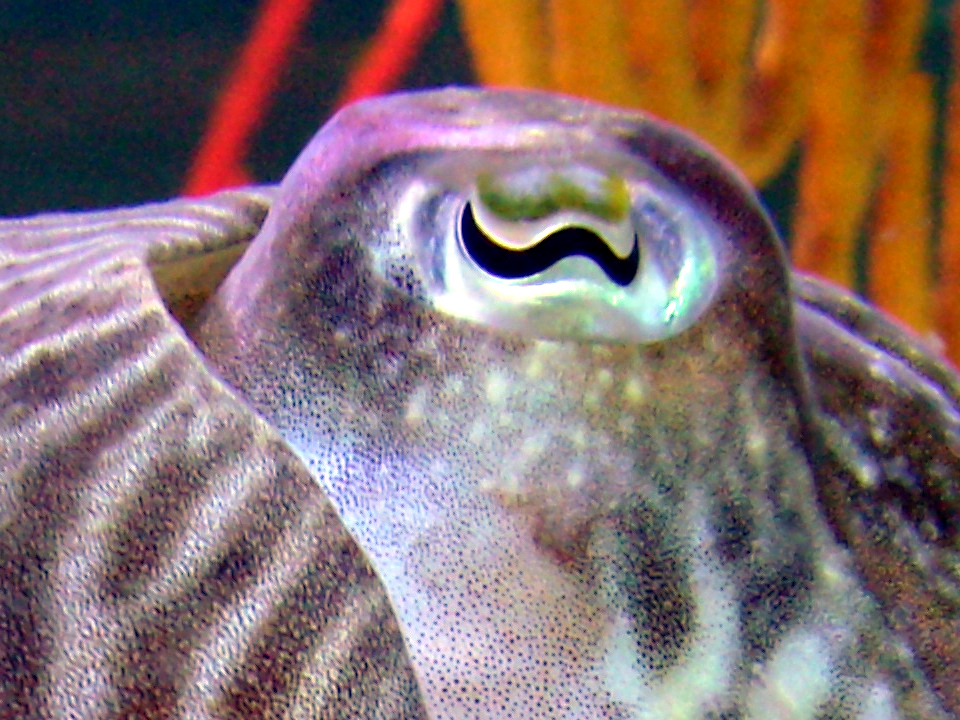
W型のコウイカの目

## 感受性

### 聴覚
いくつかの頭足類で、平衡胞を使用して音を認識する能力が確認されている。イイダコが音に反応することが確認されている。また、アオリイカの可聴域は、400‐1500 Hz。チチュウカイマダコでは400‐1000 Hzだが、イカの方がタコより音を聞き取る閾値が低いことが確認された。

### 痛覚
EU指令「科学的目的で使用される動物の保護（on the protection of animals used for scientific purposes）」は、頭足類を対象としている。本指令の全文（8）には次のように記載されている：
円口類を含む脊椎動物に加えて、頭足類もこの指令の範囲に含める必要があります。これは、痛み、苦痛、および永続的な危害を経験する能力があるという科学的証拠があるためです。
また2021年11月に、イギリス政府の審査委員会は「タコやカニや大型エビにも苦痛の感覚がある」として同国で審議されている動物福祉法案の保護対象に感覚をもつ動物として追加した。専門家チームはこれらの生物の感覚について調べるため、３００件の科学研究を調査して報告書をまとめ、調査の結果、タコやイカのような頭足動物と、カニや大型エビ、ザリガニのような十脚甲殻類は、感覚をもつ存在として扱う必要があると結論付けた。ザック・ゴールドスミス動物福祉相は「十脚甲殻類や頭足動物が苦痛を感じることが、科学的にはっきりした。従って、この法案の対象とすることこそが適切だ」との声明を発表した。2022年4月7日、本法案は議会の最終段階を通過して法律になり、アカザエビ、カニ、エビ、タコ、イカなどの動物も保護対象となることが決定した。
スイス、ノルウェー、カナダ、オーストラリア、ニュージーランドなどでは、頭足類で研究を行う際に倫理的承認が必要になる。2023年には、アメリカ下院と上院の議員が、動物実験ガイドラインの対象に頭足類を含めるよう要請した。

## 歴史

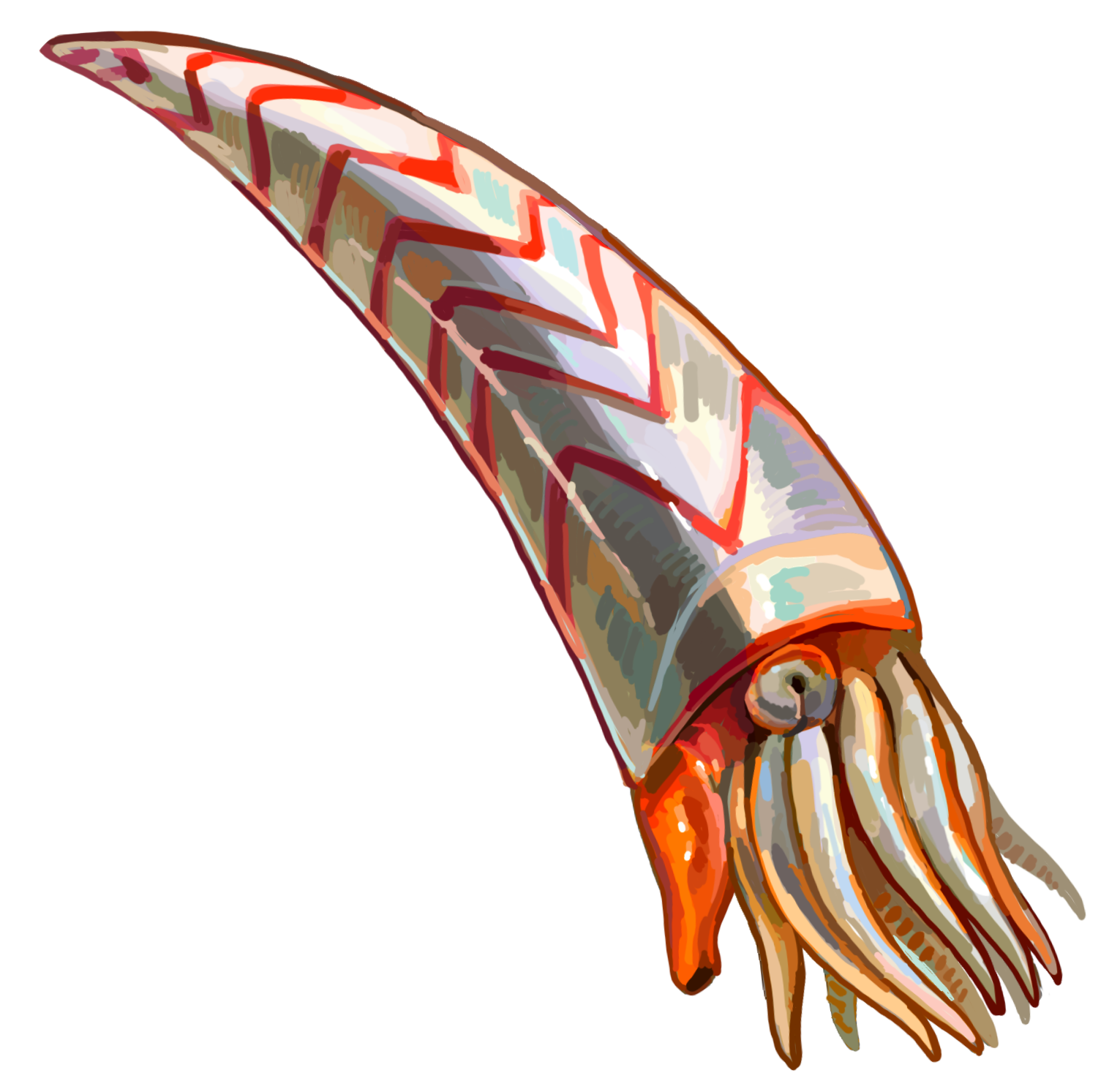
Plectronocerasの復元イラスト

頭足類は古生代カンブリア紀に出現した。初期の属としてカンブリア紀後期から知られるPlectronocerasがおり、オウムガイ類のように殻を持っていた。殻の内部はいくつかの壁で隔てられていることから、現生のオウムガイのように殻の中の空洞にガスや液体を溜めることにより、浮力を得ることができたと推測されている。カンブリア紀中期に生息していたネクトカリスは外観上は殻をもたない頭足類に似ているが、実際に頭足類、および軟体動物であるとは広く認められていない。オルドビス紀には真っ直ぐな殻をもった複数グループが繁栄し、中にはエンドセラスのように5メートルを超える殻をもつと推測されるものもいた。外観上はよく似ているものの、チョッカクガイ類のように積極的に泳ぎ回っていたものから、エンドセラス類のように底生の捕食者として活動していたと推測されるものなど生態は様々であった。
こうした殻をもつグループからデボン紀には現生のオウムガイを含むオウムガイ目（Nautilida）が出現した一方、バクトリテス類（Bactritida）という真っ直ぐな殻を持つグループも出現する。一部の系統は進化を通じて殻を巻いていき、そこからアンモナイト類が出現した。アンモナイト類は特に中生代において繁栄したが、白亜紀末期には絶滅している。一方、バクトリテス類の一部の系統は殻を内部に持つように進化し、そこから現生のタコやイカのような頭足類が出現したとみられている。中生代のものとしてはベレムナイトが有名である。

## 分類
頭足類の分類は非常に流動的で、統一見解がない。以下、英語版 Cephalopod から引用した。

### オウムガイ亜綱 Nautiloidea
側系統群。
- †Plectronocerida - （絶滅）
- †Ellesmerocerida - （絶滅）
- †Endocerida - エンドセラス、カメロケラスなど（絶滅）
- †Actinocerida - （絶滅）
- †Discosorida - （絶滅）
- †Pseudorthocerida - （絶滅）
- †Tarphycerida - （絶滅）
- †Oncocerida - （絶滅）
- オウムガイ目 Nautilida - オウムガイ
- †直角石目 Orthocerida - チョッカクガイ（絶滅）
- †Ascocerida - （絶滅）
- †バクトリテス目 Bactritida - （絶滅）

### †アンモナイト亜綱 Ammonoidea
†アンモナイト（絶滅）
- †ゴニアタイト目 Goniatitida - ゴニアタイテスなど
- †セラタイト目 Ceratitida - セラタイテスなど
- †Agoniatitida
- †セラタイト目 Clymeniida
- †プロレカニテス目 Prolecanitida
- †アンモナイト目 Ammonitida

### 鞘形亜綱 Coleoidea
二鰓亜綱 （Dibranchia）ともいう。殻は退化して消失するか、あるいは板状（トグロコウイカでは巻殻）になって体内におさまる。吸盤が並んだ8本の足があり、イカやコウモリダコでは足と別の触手（触腕）も発達する。
- †Hematitida（絶滅）
- †Donovaniconida（絶滅）
- †（上目）Palaeoteuthomorpha（絶滅）
  - †Boletzkyida

- †（上目） Belemnoidea（絶滅）
  - †オーラコセラス目 Aulacocerida
  - †ベレムナイト目 Belemnitida
  - †フラグモテウティス目 Phragmoteuthida
  - †Diplobelida
- 十腕形上目 Decapodiformes - イカ
  - コウイカ目 Sepiida
  - ダンゴイカ目 Sepiolida
  - トグロコウイカ目 Spirulida - トグロコウイカ
  - ツツイカ目 Teuthida
- 八腕形上目 Octopodiformes
  - タコ目（八腕目） Octopoda - タコ
  - コウモリダコ目 Vampyromorphida - コウモリダコ